# كيغان بيريرا
كيغان بيريرا (7 نوفمبر 1987 بمومباي في الهند - ) هو لاعب كرة قدم هندي في مركز الظهير. لعب مع مومباي سيتي ونادي بنغالورو ونادي سالغاوكار ونادي مومباي لكرة القدم وDSK Shivajians FC ‏.

## وصلات خارجية
- كيغان بيريرا على موقع قاعدة بيانات كرة القدم.إي يو (الإنجليزية)
- كيغان بيريرا على موقع Soccerway.com (الإنجليزية)